# Polydecte
Pour les articles homonymes, voir Polydecte (homonymie).
 (mai 2010).
Si vous disposez d'ouvrages ou d'articles de référence ou si vous connaissez des sites web de qualité traitant du thème abordé ici, merci de compléter l'article en donnant les références utiles à sa vérifiabilité et en les liant à la section « Notes et références ».
Dans la mythologie grecque, Polydecte ou Polydectès est le fils de Magnès et d'une naïade, et le frère de Dictys. Avec ce dernier, il s'installe dans l'île de Sérifos dont il devient le roi. C'est auprès d'eux que Danaé vint se réfugier après que les flots l'eurent jetée avec son fils Persée sur les rivages de l'île. Polydecte devint amoureux de Danaé et c'est pour éloigner Persée devenu adulte qu'il l'envoya chercher la tête de Méduse sous prétexte de servir de présent au mariage d'Hippodamie, la fille d'Œnomaos. Pour Apollodore, exiger la tête de Méduse était une façon de châtier l'hybris de Persée, à qui il avait à l'origine demandé une tête de cheval, mais qui se vanta, par provocation, de pouvoir rapporter celle de la Gorgone Méduse. Profitant de l'absence de Persée, il tenta alors d'abuser de Danaé qui prit la fuite avec Dictys. Persée, à son retour, se servit de la tête de Méduse pour le transformer en statue de pierre.
Pour Hygin, Polydecte fut un roi paisible et juste. Il épousa Danaé et consacré Persée au service d'Athéna.